# حصان نفزة
حصان نفزة هو سلالة من الفرس القزم من تونس. يعتبر الآن منقرضًا، تم دمجه أحيانًا مع خيل مقعد.

## تاريخ
تم وصف هذه المهور في المصادر الاستعمارية الفرنسية منذ بداية القرن العشرين.
تستشهد موسوعة جامعة أوكلاهوما (2007) بـ حصان نفزة، دون تحديد ما إذا كان منقرضًا أم لا؛ في سنة 2016 أشار مكتب الكومنولث الزراعي العالمي إلى انتماء "حصان نفزة" إلى سلالة الخيل المقعد. بحسب دليل ديلاشو (Delachaux) يُعتبر حصان نفزة من بين سلالات الخيول التونسية المنقرضة.

## وصف
في كتابه La question chevaline en Tunisie الذي تم نشره سنة 1902، يصف المفتش الاستعماري الفرنسي فيليكس بيشون فيندويل حصان نفزة بقياس 1,20 م إلى 1,40 م. ويضيف أن « الرأس قوي جدًا وثابت جيدًا، والعين بارزة للخارج، وعلم الفراسة المتحرك ». وعلى حد قوله « العنق قصير قليلا لكنه مع ذلك رشيق ». الصدر واسع وغارق للداخل. الظهر بارز إلى حد ما وقوي. الذيل ثابت جيدًا. الأطراف عريضة وقوية وذو أرجل منتظمة جدًا.
الألوان السائدة هي الرمادي والسلغد.

## استخدامات
في الستينيات من القرن الماضي، كان حصان نفزة منتشرًا بشكل أساسي للفروسية.

## انتشار التكاثر
تشير الدراسة التي أجرتها جامعة أوبسالا في عام 2007 إلى أنها سلالة محلية إفريقية، باتت منقرضة الآن. في المقابل، في قاعدة بيانات نظام المعلومات حول تنوع الحيوانات المحلية، يتم ذكر حالة السلالة على أنها غير معروفة.

## مرفقات

### مقالات ذات صلة
- قائمة سلالات الخيل
- خيل مقعد

### روابط خارجية
- "Nefza Pony / Tunisia (Horse)" (بالإنجليزية). Domestic Animal Diversity Information System of the Food and Agriculture Organization of the United Nations (DAD-IS). Archived from the original on 2020-10-17. Retrieved 2 avril 2018. {{استشهاد ويب}}: تحقق من التاريخ في: |تاريخ الوصول= (help).

### فهرس
- Félix Pichon-Vendeuil (1902). La question chevaline en Tunisie (بالفرنسية). Paris: Henri Charles-Lavauzelle. Archived from the original on 2023-04-21.